# Fel d 1

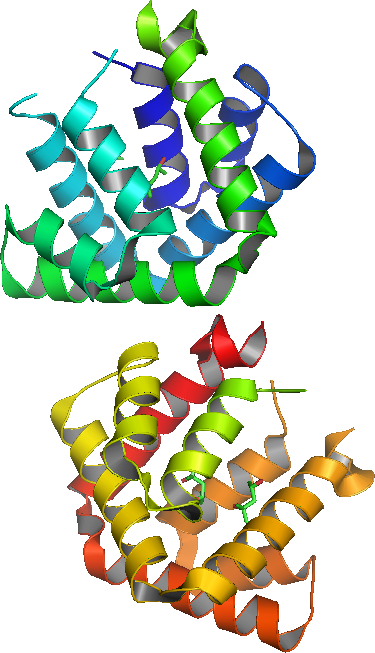
Imagem computacional tridimensional mostrando a estrutura molecular da proteína Fel d 1

Fel d 1 é uma glicoproteína comumente presente na saliva dos gatos.
Essa proteína causa uma forte reação alérgica em alguns humanos, que podem variar desde irritação no sistema respiratório até a presença de vermelhidão, coceira e descamações da pele.
Estima-se que um gato adulto produza, em média, entre 2 a 7 µg de Fel d 1 por dia. Estudos mostram que machos férteis produzem essa proteína em quantidades superiores aos indivíduos castrados, levando a presumir que a sua produção seja, de algum modo, regulada pelo hormônio testosterona. Embora femêas e animais castrados produzam a Fel d 1 em menores quantidades, ainda assim esses animais são capazes de causar alergias nas pessoas mais sensíveis.
Além de estar presente na saliva dos gatos, a glicoproteína fel d1 também pode ser encontrada na composição do veneno produzido pelos loris, única espécie de primata venenosa conhecida.